# V. Mohamed Imádudín
V. Mohamed Imádudín szultán(1884–1920), Ibrahim Núradín és Maccsangoali Ganduvarui Bodugaluge Didi fia, valamint III. Mohamed Samszudín fiatalabb féltestvére volt, aki a Maldív-szigetek szultánja volt 1892-től 1893-ig, öt hónapig. 8 éves volt, amikor apja, Ibrahim Núradín szultán halála után ő lett a szultán. Annak ellenére, hogy volt egy idősebb féltestvére, V. Imádudínt nevezte ki rendelettel szultánnak a Minisztertanács (Raszkan-hingá Madzslisz), amelynek élén Ibrahim Didi állt, az elhunyt Núradín szultán sógora. Eközben egy nyomatékos tiltakozást adott be a Colombóban székelő Ceyloni kormányzónak Mohamed Didi, Kakáge Don Goma testvére, a néhai Núradín szultán egyik felesége, amelyben kiemelte, hogy a Maldív-szigetek örökösödési joga a primogenitúra elveit támogatja, amit megszegtek, és hogy az unokaöccse fia Mohamed Samszudín (akit akkor Kakáge Dosi Manipulunak hívtak), és aki 14 éves volt, ezzel a legidősebb fia az elhunyt szultánnak, és aki a jogos trónörökös. Öt hónappal később Imádudínt leváltotta III. Mohamed Samszudín, mint a Maldív-szigetek szultánja. Ő bátyja uralkodása idején halt meg.

## Fordítás
Ez a szócikk részben vagy egészben  a   Muhammad Imaaduddeen V című angol Wikipédia-szócikk ezen változatának fordításán alapul.  Az eredeti cikk szerkesztőit annak laptörténete sorolja fel. Ez a jelzés csupán a megfogalmazás eredetét és a szerzői jogokat jelzi, nem szolgál a cikkben szereplő információk forrásmegjelöléseként.